# Giuseppe Ricciardi (vescovo)
Giuseppe Ricciardi (Taranto, 9 luglio 1839 – Nardò, 15 giugno 1908) è stato un vescovo cattolico italiano.

## Biografia
Giuseppe Ricciardi nacque a Taranto il 9 luglio 1839 da Tommaso e da Francesca Sarapo di Castellaneta, famiglia distinta e ricca; 1864 fu ordinato sacerdote dopo gli studi al seminario di Castellaneta. Il 1º giugno 1888 da Leone XIII fu eletto vescovo di Nardò, ma fece l'ingresso in diocesi solo nel 1890.
Compì ben cinque volte la visita pastorale della diocesi e si distinse per i restauri della cattedrale di Santa Maria Assunta e il palazzo vescovile.
Il 28 Marzo 1908, papa Pio X gli affidò l'amministrazione apostolica della diocesi di Castellaneta. Durante la visita a Mottola, il 6 giugno 1908, tornò a Nardò colpito da polmonite e il 15 giugno morì all’età di 69 anni.
Originariamente sepolto nella sua Taranto, dal 24 aprile 1955 riposa cattedrale di Santa Maria Assunta.

## La collezione Ricciardi
Mons. Giuseppe Ricciardi con testamento olografo depositato nel 1908 e conservato presso l'archivio notarile di Taranto,  donò la sua collezione presente nel suo palazzo di Taranto e nel palazzo episcopale di Nardò al Regio Museo della città bimare. La collezione comprende un'icona bizantina ed una Addolorata piangente su lastra di zinco, gli altri diciotto quadri, tutti con soggetti di ispirazione religiosa datati fra XVII e XVIII secolo.

## Genealogia episcopale
La genealogia episcopale è:
- Cardinale Scipione Rebiba
- Cardinale Giulio Antonio Santori
- Cardinale Girolamo Bernerio, O.P.
- Arcivescovo Galeazzo Sanvitale
- Cardinale Ludovico Ludovisi
- Cardinale Luigi Caetani
- Cardinale Ulderico Carpegna
- Cardinale Paluzzo Paluzzi Altieri degli Albertoni
- Papa Benedetto XIII
- Papa Benedetto XIV
- Cardinale Enrico Enriquez
- Arcivescovo Manuel Quintano Bonifaz
- Cardinale Buenaventura Córdoba Espinosa de la Cerda
- Cardinale Giuseppe Maria Doria Pamphilj
- Papa Pio VIII
- Papa Pio IX
- Cardinale Raffaele Monaco La Valletta
- Vescovo Giuseppe Ricciardi